# Halle de Cadours
La halle de Cadours est une halle située dans le département de la Haute-Garonne en France commune de à Cadours.

## Localisation
La halle se situe au centre de la commune de Cadours place du Commerce.

## Histoire
La halle est construite entre 1825 et 1833 par l'architecte Antoine Cambon.
La halle, ainsi que les marches y menant, sont inscrites au titre des monuments historiques par arrêté du 11 octobre 2004.

## Description
La halle est un édifice néo-classique constitué de briques roses typiques du pays toulousain.

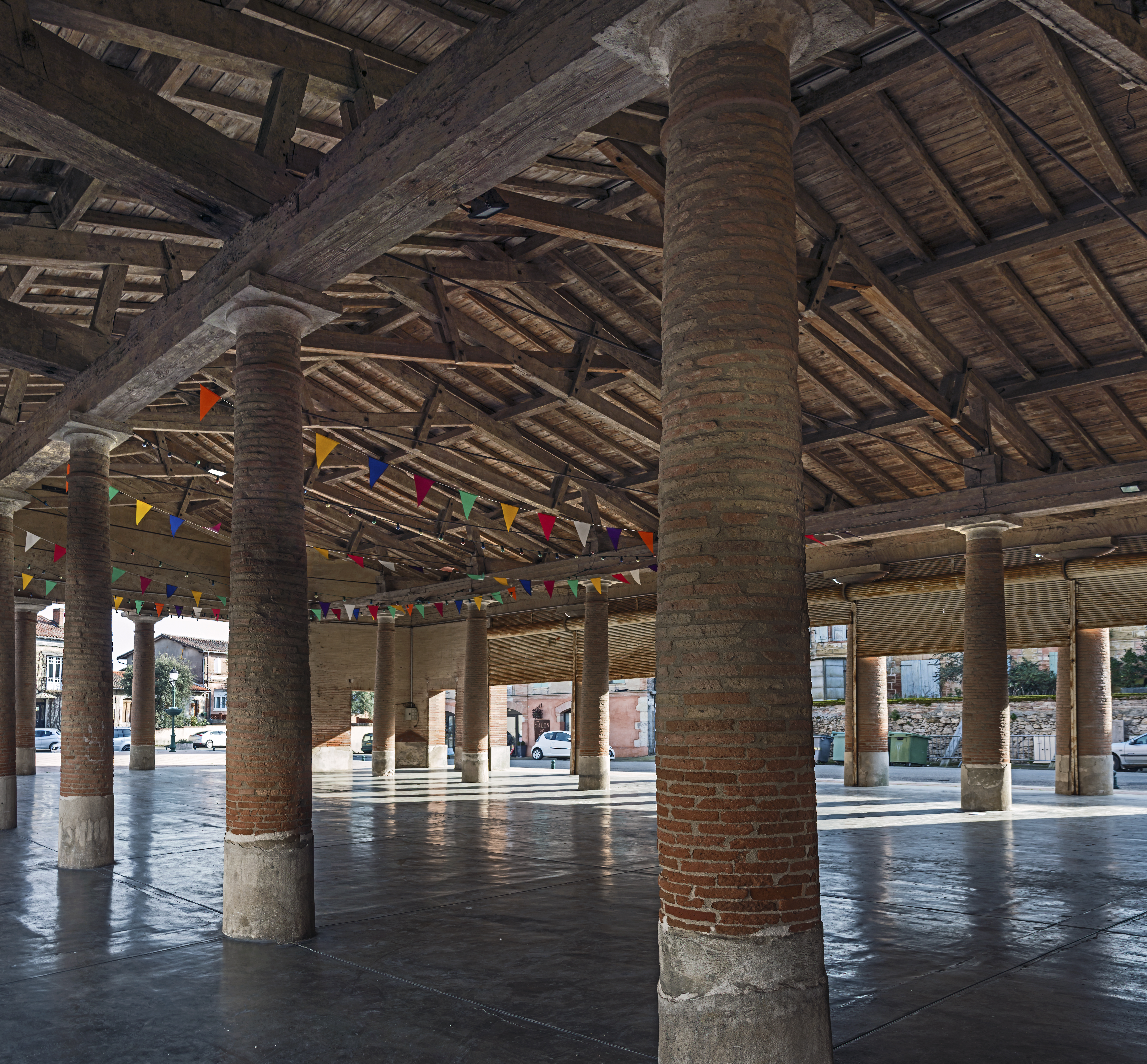
Intérieur de la halle.
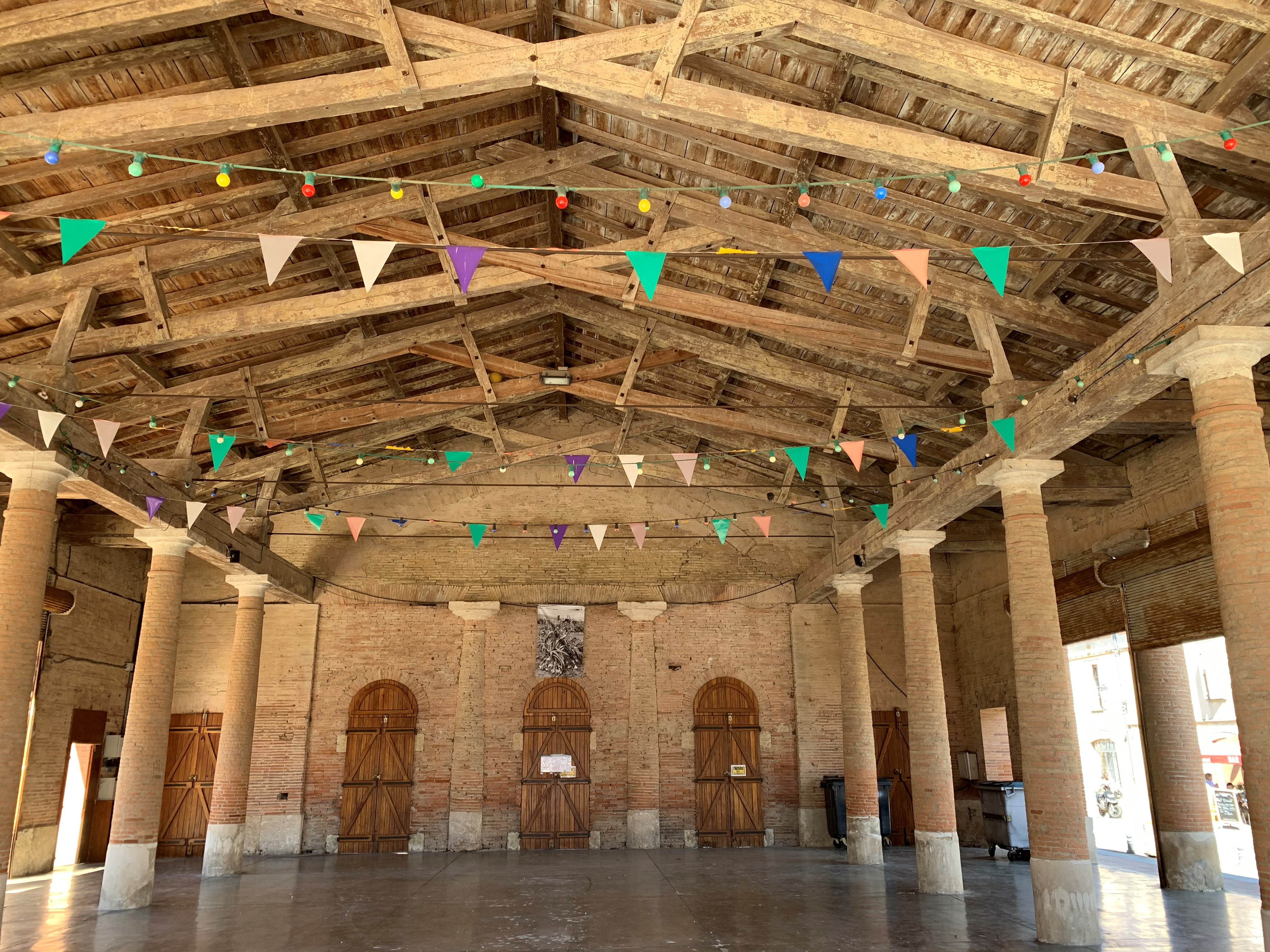
Charpente de la halle.
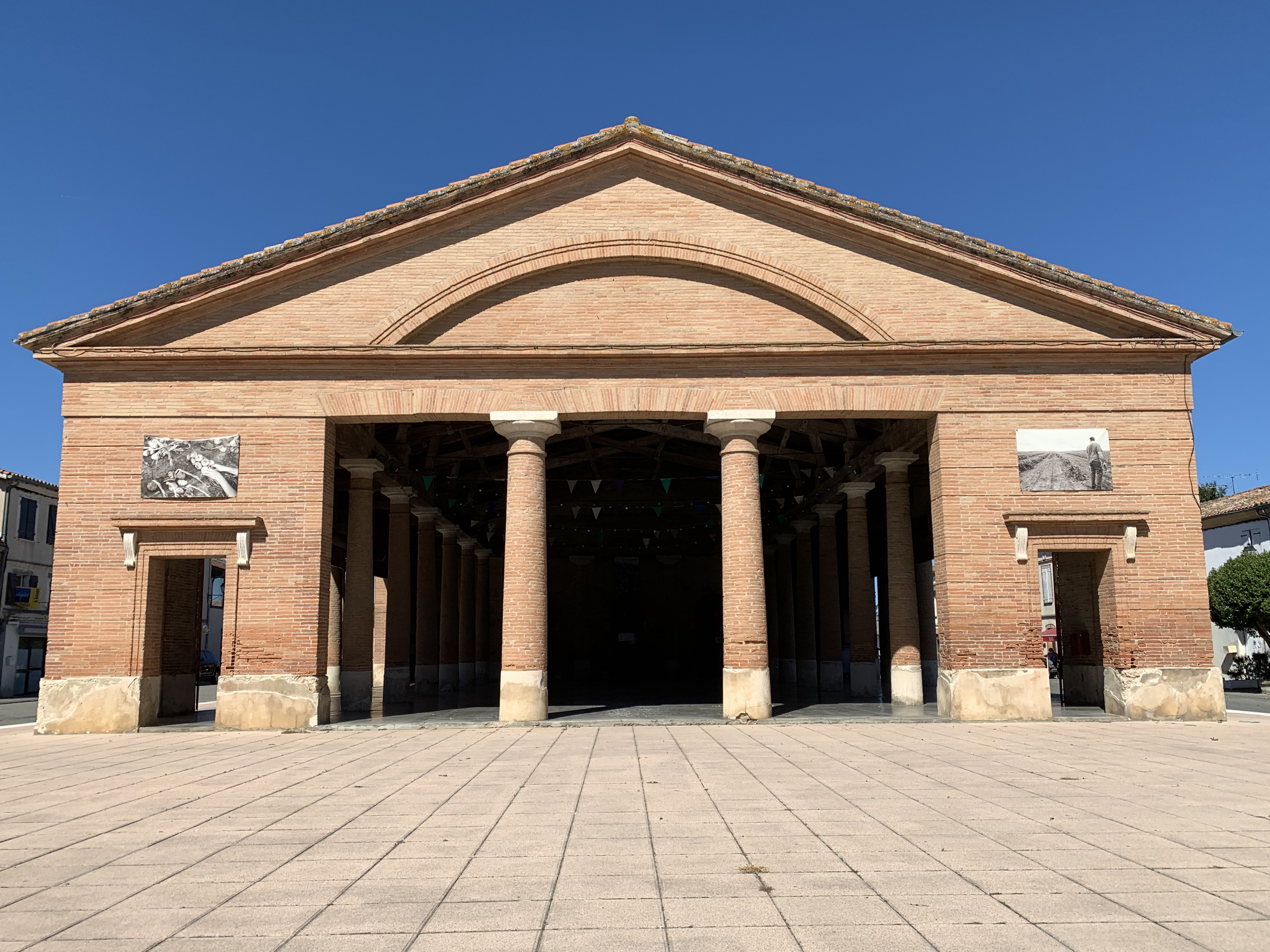
Façade et esplanade.